# HD 157524
HD 157524，又名CP-62 5590，SAO 253928、HR 6471，是一颗恒星，视星等为6.24，位于銀經328.99，銀緯-15.24，其B1900.0坐标为赤經17h 18m 41.7s，赤緯-62° -15.24′ 50″。